# Bernd Benecke
Bernd Benecke (* 14. April 1963) ist Hörfilm-Redakteur beim Bayerischen Rundfunk und Lehrbeauftragter für Audiodeskription an der Universität des Saarlandes.

## Leben
Nachdem Benecke an der Georg-August-Universität in Göttingen sein Staatsexamen für Lehramt an Gymnasien in den Fächern Chemie und Mathematik abgeschlossen hatte, begründete er gemeinsam mit Robert Müller, Andrea Hartwig und Elmar Dosch das Team der deutschen Filmbeschreiber, die 1989 mit Die Glücksjäger den ersten Film mit Audiodeskription in Deutschland erstellten. 1993 begann er als Nachrichtenredakteur und Nachrichtensprecher für den Bayerischen Rundfunk zu arbeiten und wurde dort 1997 Deutschlands erster Redakteur für Audiodeskription.
2013 promovierte er mit seiner Arbeit Audiodeskription als partielle Translation. Modell und Methode an der Universität des Saarlandes.

## Mitgliedschaften
- AITReN e.V.

## Publikationen
- Wenn aus Bildern Worte werden. Durch Audio-Description zum Hörfilm. München, Bayerischer Rundfunk 2004
- Audio Description - the race between costs and quality. In: Leipziger Studien zur angewandten Linguistik und Translatologie, Vol. 5. Frankfurt, Peter Lang 2007
- Audio Description: Phenomena of Information sequencing. Online unter: www.euroconferences.info/proceedings/2007_Proceedings/html 2007
- Audio Description - the Art of Translating the Image. In: Zybatow, Lew: Forum Translationswissenschaft 11, Frankfurt, Peter Lang 2009
- Audio description and audio subtitling in a dubbing country: Case studies. In: Perego, Elisa (Hrsg.): Emerging topics in translation: Audio description. Trieste, EUT. 99-104 2012
- Aspekte der Audiodeskription: Charakter-Fixierung und Set-Fixierung. In: Hansen-Schirra, Silvia/Kiraly Don (Hrsg.): Projektarbeit in der Translationsdidaktik. Frankfurt, Peter Lang 2012
- Audiodeskription als Partielle Translation. Modell und Methode. Erscheint im LITverlag, voraussichtlich im November 2013

## Auszeichnungen

### Deutscher Hörfilmpreis
- 2010 – Der Vorleser
- 2011 – Lippels Traum
- 2011 – Die Päpstin
- 2013 – Türkisch für Anfänger

### Weitere Auszeichnungen
- 2010 – Achievement Award in Audio Description International des American Council of the blind